# Capella del Coll de Llanera
La capella del Coll de Llanera és la capella de la masia del Coll del municipi de Torà (Solsonès), inclosa en l'Inventari del Patrimoni Arquitectònic de Catalunya.
La masia i la capella estan a l'extrem nord-est del terme municipal, a la solana del serrat de la Vila, no lluny del dolmen de Llanera. Domina els camps de conreu que s'estenen pel seu voltant i vers els plans del sud. Per llevant la coneguda obaga del Coll, molt extensa, espessa i redreçada, la separen del barranc de Santa Maria que transcorre un centenar de metres sota seu. S'hi accedeix des de l'Hostal Nou per pistes en bon estat.

## Descripció
Construïda el segle xviii damunt una cinglera, d'una sola nau de planta rectangular (7,40 x 4, 70), està orientada en sentit nord -sud. Capçalera plana i volta de canó a l'interior. Presenta parament a base de grans carreus ben escairats amb una petita obertura a manera d'espitllera al mur est. Coberta de teula àrab i interior enguixat.
Darrerament dedicada a la Immaculada Concepció, antigament estava sota l'advocació de Sant Martí.